# Cybianthus membranaceus
Cybianthus membranaceus är en viveväxtart som beskrevs av Jung-mend., Bernacci och M.F.Freitas. Cybianthus membranaceus ingår i släktet Cybianthus, och familjen viveväxter. Inga underarter finns listade i Catalogue of Life.